# 1481 Тюбінгія
1481 Тюбінгія (1481 Tübingia) — астероїд головного поясу, відкритий 7 лютого 1938 року.
Тіссеранів параметр щодо Юпітера — 3,243.
Назва походить від Тюбінген (нім. Tübingen) — старовинного міста в Німеччині, федеральній землі Баден-Вюртемберг.